# ヨハン・ゼバスティアン・バッハ

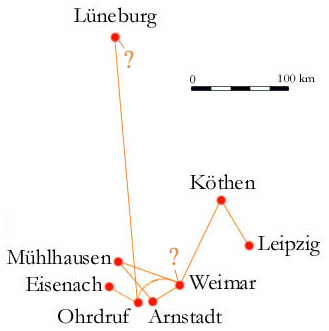
バッハにゆかりのある土地

ヨハン・ゼバスティアン・バッハ（独: Johann Sebastian Bach, 1685年3月31日（ユリウス暦1685年3月21日）- 1750年7月28日）は、ドイツの作曲家・オルガニスト。
バロック音楽の重要な作曲家の一人で、鍵盤楽器の演奏家としても高名であり、当時から即興演奏の大家として知られていた。バッハ研究者の見解では、バッハはバロック音楽の最後尾に位置する作曲家としてそれまでの音楽を集大成したとも評価されるが、後世には、西洋音楽の基礎を構築した作曲家であり音楽の源流であるとも捉えられ、日本の音楽教育では「音楽の父」と称された。
バッハ一族は音楽家の家系で（バッハ家参照）、数多くの音楽家を輩出したが、中でもヨハン・ゼバスティアン・バッハはその功績の大きさから「大バッハ」とも呼ばれている。また、他のバッハ一族と区別するため、J.S.バッハとも略記される。今日、単に「バッハ」といえばこの人物を指す。

## 生涯

### 生誕〜リューネブルク時代 (1685年-1702年)

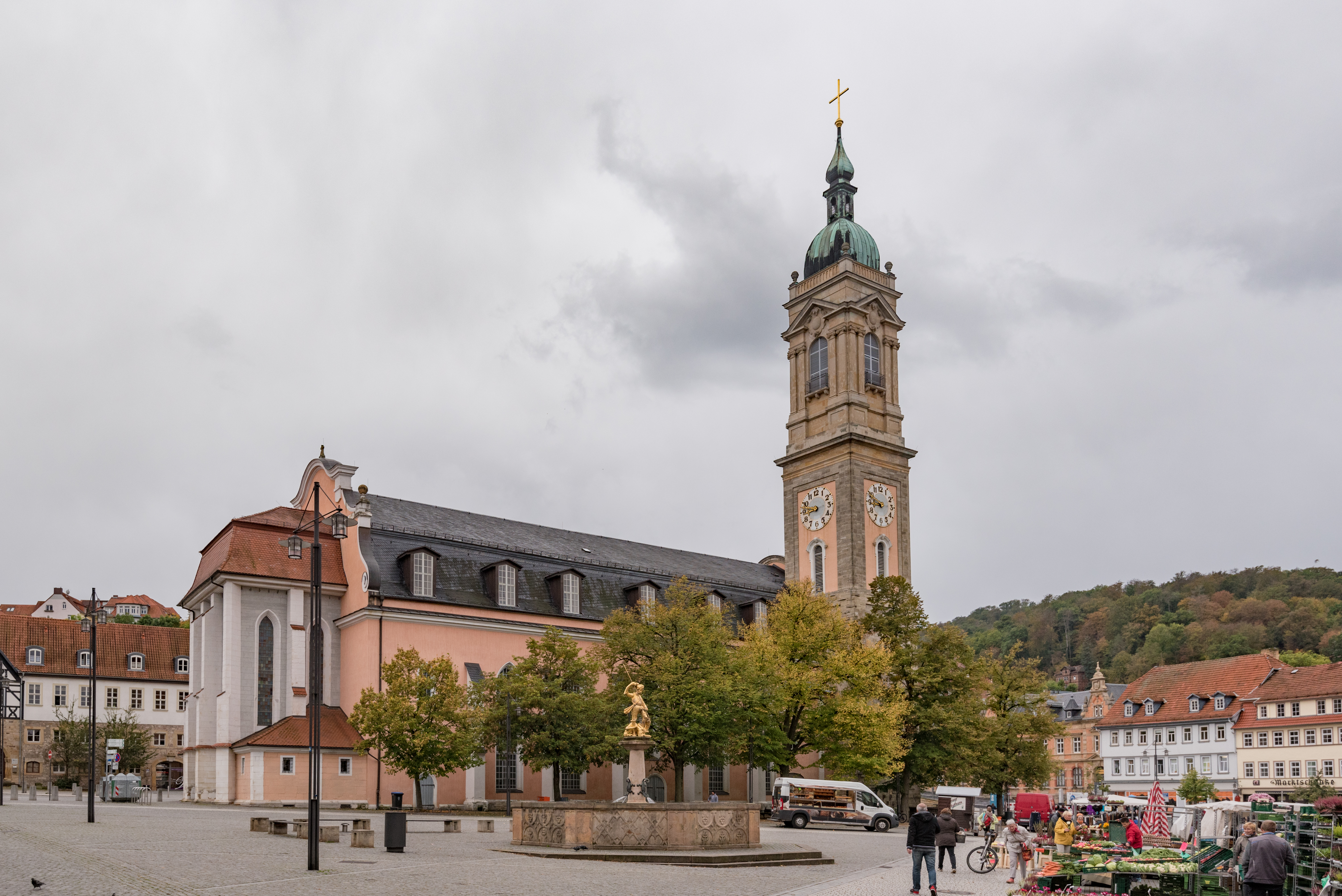
アイゼナハ - 聖ゲオルク教会

1685年3月31日、ヨハン・ゼバスティアン・バッハ（以下、「バッハ」とする）は、アイゼナハの町楽師及び宮廷音楽家であったヨハン・アンブロジウス・バッハの8人兄弟の末子として生まれた。アイゼナハ周辺の中部ドイツには、音楽一家であったバッハ一族80余名が生活しており、同姓同名の者も数多くいるため、そのことはバッハ史研究の難易度を上げている。
生誕日二日後に、幼児洗礼が聖ゲオルク教会で行われ、ゴータの町楽師セバスティアン・ナーゲルと、アイゼナハの森林官ヨハン・ゲオルク・コッホが代父を務めた。1692年（7歳） に、この教会に付属したラテン語学校に入学している。
幼少時のバッハがどのように育ったか詳しいことは分かっていないが、恐らく父アンブロジウスの指導のもと楽器を演奏し始め、同教会に務めていた父の従兄ヨハン・クリストフ・バッハ (1642-1703) のオルガン演奏も聴いていたと思われる。またラテン語学校ではルターやレオンハルト・フッターなどのテキストやドイツ語、ラテン語などを学んだほか、聖歌隊に加わり、コンチェルティストとして独唱パートを任された。
1694年5月（9歳）には母エリザベートが亡くなり、父は同年11月にアルンシュタット市長の娘バルバラ・マルガレータ・バルトロメイと再婚したものの、翌年の1695年2月に父も他界した。その後、バッハは兄ヨハン・ヤーコプ (1682-1722) と共にオーアドルフの教会オルガニストを務めていた兄ヨハン・クリストフ (1671-1721) の家に引き取られて勉学に励み、クラヴィーア演奏の基礎もここで学んだ。
1695年にリュツェウムのラテン語学校に入学すると、ラテン語やギリシャ語を学んだほか、「クレンデ」と呼ばれる合唱隊に所属し、各地で合唱を歌った。また学校で優秀な成績を収めたことから、招待生制度の恩恵を受けた。
幼少期のバッハの音楽に対する情熱を伝える有名な逸話がある。パッヘルベルの弟子でもあった兄ヨハン・クリストフは、フローベルガーやケルルといった南ドイツの作曲家の楽譜を所有していたが、それをバッハには決して見せなかった。それを見たかったバッハは、夜な夜な月明りの下で半年もかけて写譜したが、最終的にこの写譜した曲集の存在を兄に知られてしまい没収されてしまう、というものである。

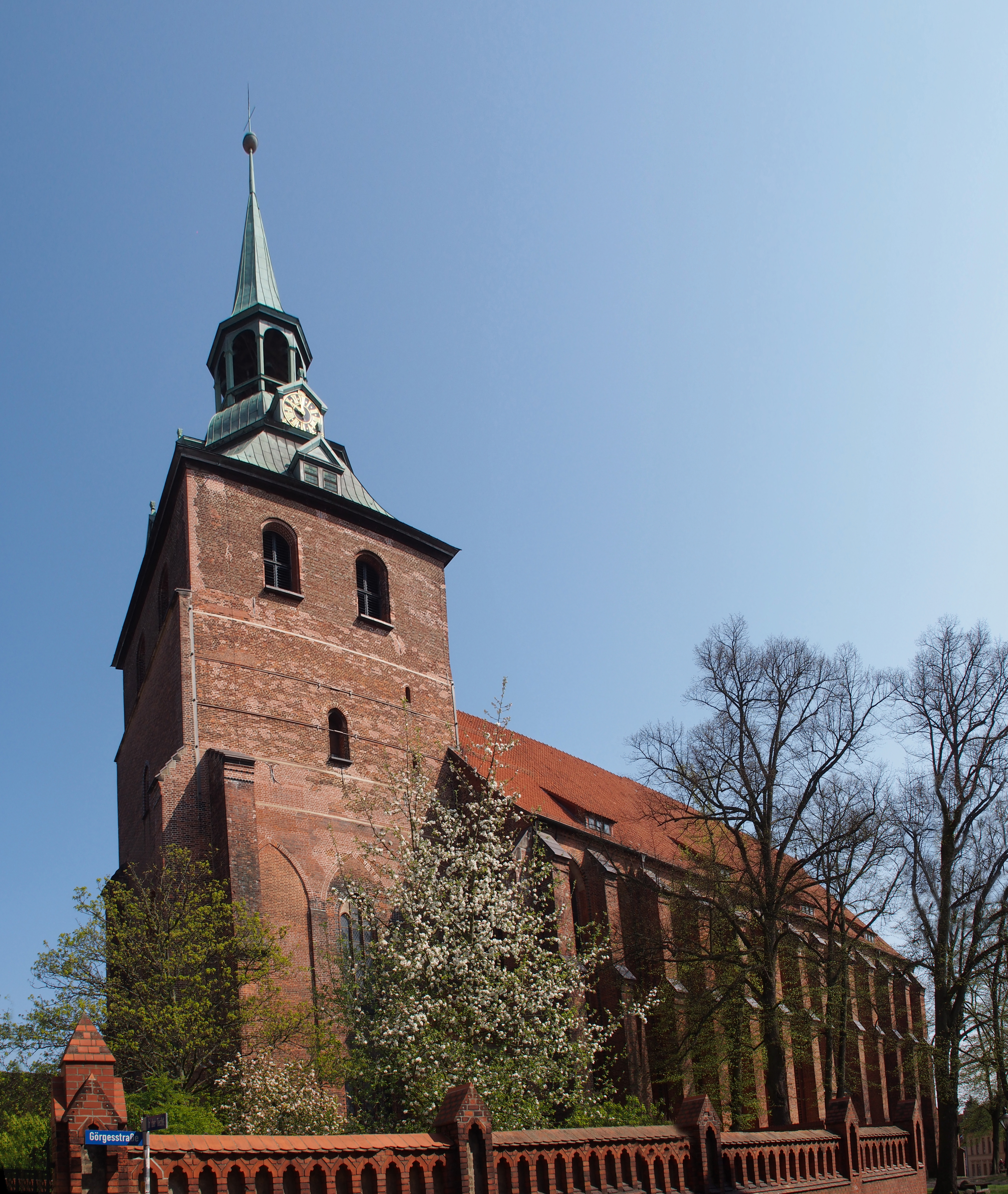
聖ミカエル教会

1700年にはオーアドルフの学校を招待生制度の適用外となったことから退学して、同年3月15日に親友のゲオルク・エルトマン (1682-1736) と共にリューネブルクに移る。そこで、聖ミカエル教会付属の学校の給費生となる。
聖ミカエル学校では音楽活動を重視していることでも知られ、修道院には多くの楽譜が収蔵されていた。またこの学校でバッハはボーイ・ソプラノとして「朝課合唱隊」の聖歌隊員に採用される。この15名から構成された合唱団への入団には、高い音楽的能力が必要とされ、遠くのテューリンゲンやザクセンからも応募が来るほど入団が難しかったが、バッハは自身の優れた音楽的能力によって難なく合格したと思われる。一方で入団当時バッハは既に15歳だったため入団からまもなく変声期を迎え、ボーイ・ソプラノとして歌うことは出来なくなったが、ヴァイオリン・ヴィオラや通奏低音の楽器の演奏をすることで楽団の中で活躍していた。
リューネブルク時代のバッハは、北ドイツでの音楽生活を満喫し、その音楽を吸収していった。同じリューネブルクの聖ヨハネ教会には、ゲオルク・ベームがオルガニストとして活躍しており、バッハは彼に敬意を払っていたとされる。リューネブルクから少し離れたハンブルクには、従兄のヨハン・エルンスト・バッハ (1683-1739) が、同じくハンブルクの聖カタリナ教会にはラインケンがおり、更には鵞鳥市場のオペラ劇場では、カイザーのオペラが度々上演されていた。バッハが、どこまで聴いていたかは定かでないが、彼らの音楽を聴き自身の音楽の糧にしていったと思われる。
また、バッハはリューネブルクから少し南に位置するツェレにもしばしば赴き、そこの宮廷楽団の演奏を聴いていた。当時のツェレ宮廷は、楽団員がほぼフランス人で構成され、楽譜もフランスからの直輸入に頼るなどフランス文化が色濃く反映されており、これはツェレの領主ゲオルク・ヴィルヘルム公が若い頃にフランスを度々訪問したことや、公妃エレオノールがフランスの貴族出であることも関係している。当時貧乏な学生であったバッハが宮廷楽団に出入りするのは本来困難なはずだったが、リューネブルクの騎士学院で舞踏教師を務め、ツェレ宮廷楽団の楽師も兼任していたトーマ・ド・ラ・セルという人物の紹介により、宮廷楽団の演奏を聴くことができたとされている。
ミカエル学校には最上級の生徒として入学していたため、おそらく1702年の復活祭の前には卒業していたと思われている。金銭的な余裕もなく大学へ進学しなかったバッハは、1702年8月にゴットフリート・クリストフ・グレーフェンハインの後任として募集していたハレ近郊のザンゲルハウゼンのオルガニストに応募した。バッハは、そこで優秀な成績は残したものの、採用されることはなかった。

### アルンシュタット〜ミュールハウゼン時代 (1703年-1708年)

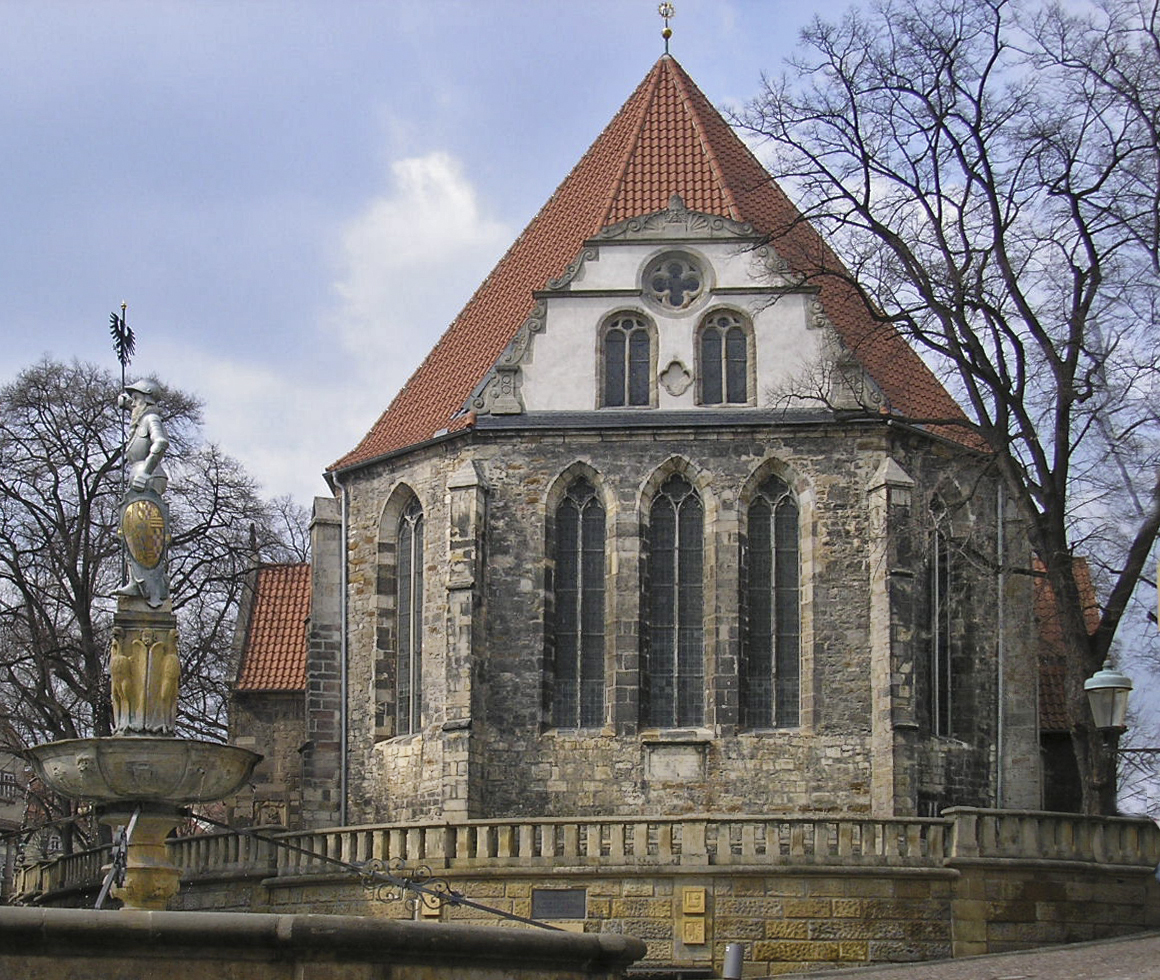
アルンシュタット - バッハ教会

バッハはその後、1703年3月から9月までの半年間、ヴァイマル公ヴィルヘルム・エルンストの弟である、ヨハン・エルンスト公の小さな宮廷楽団に就職した。バッハはヴァイオリンやヴィオラ、チェンバロなどを担当したと考えられ、ヨハン・エフラーの代役でオルガン演奏もこなしたとされる。
同年6月、アルンシュタットの新教会 (現在はバッハ教会と呼ばれる) に新しいオルガンが設置される。その試奏者に選ばれたバッハは優れた演奏を披露し、そのまま8月9日には同教会のオルガニストの地位を提示され、8月14日には契約が交された。教会での仕事は、日曜と木曜の朝の礼拝で二時間ずつ、そして月曜日の臨時礼拝にコラールの伴奏をすることに加え、カントルの代わりに少年聖歌隊の指導を行うことだった。
この聖歌隊がらみで、ある事件が発生する。1705年8月4日、バッハは聖歌隊員であるガイエルスバッハに棍棒で顔を殴られ、またバッハ自身も剣を抜いて応戦しようしたというものである。これは、バッハが、ガイエルスバッハのファゴットを「山羊のファゴット」と嘲笑したのが原因であった。この騒動を収めるため、聖職会議はバッハにコラール伴奏に加え、カンタータ等の演奏をすることも要求したが、バッハは最終的にこれを拒否した。
1704年頃には、兄ヨハン・ヤーコプのために書かれた『カプリッチョ 変ロ長調「最愛なる兄の旅立ちに寄せて」BWV992』や、もう一人の兄ヨハン・クリストフのために書かれた『カプリッチョ ホ長調「ヨハン・クリストフを讃えて」BWV993』等の作品がある。

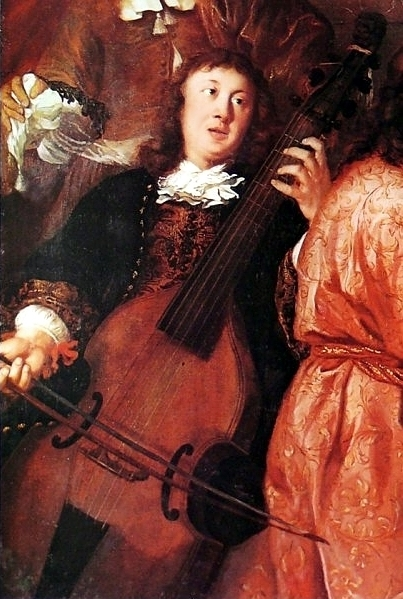
ブクステフーデ

1705年10月18日頃、バッハは4週間の休暇を要求し、リューベックに出掛けた。アルンシュタットからリューベックまでの約400kmを徒歩で向かったと言われる。当地の聖母マリア教会のオルガニストは北ドイツ楽派のブクステフーデが務めており、彼が催した「夕べの音楽」という教会音楽会を聴き、多くを学んだと思われる。そして、ブクステフーデの半音階や不協和音の積極的な使用、大胆な転調を用いた演奏は、たちまちバッハを魅了した。当時68歳と高齢だったブクステフーデもバッハの才能を買い、自分の娘マリア・マルグレータとの結婚を条件に後継者になるよう持ちかけた。聖母マリア教会のオルガニストの地位は若いバッハにとって破格であったが、彼はブクステフーデの申し出を辞退した。マルグレータはバッハより10歳も年上の約30歳であり、2年前にもゲオルク・フリードリヒ・ヘンデルとヨハン・マッテゾンが付帯条件を聞いて後任を辞退している。
バッハがアルンシュタットに戻ったのは1706年2月7日直前で、元々提出していた4週間の休暇に対し、3か月以上も留守にしていた。オルガン演奏の代役は従弟のヨハン・エルンスト・バッハに頼んでいたが、聖職会議は彼を叱責した。1706年2月21日に、聖職会議は、ブクステフーデから受けた影響であろう「耳慣れない」前衛的な音楽を演奏することや、休暇の無断延長、聖歌隊に対する指導の不備を非難した。その後の11月11日の聖職会議では、合唱隊の中に「見知らぬ婦人」を教会内に招き入れて歌わせたということも糾弾された。この娘は後に最初の妻となる遠戚でひとつ歳上のマリア・バルバラであったとも考えられる。
こうして、聖職会議や教会との軋轢が深まる中、バッハは新天地を求めた。1706年12月、帝国自由都市ミュールハウゼンの聖ブラジウス教会のオルガニストであったヨハン・ゲオルク・アーレ (1651-1706) が死去し、後任の募集が行われ、バッハは1707年4月24日の復活祭の日に試験演奏を行った。おそらくカンタータ『キリストは死の絆につきたまえり』BWV4を演奏したとされる。ミュールハウゼンはマリア・バルバラの親戚が市参事会員であった縁もあり、バッハは応募し合格した。同年5月15日には、聖ブラジウス教会との契約が交わされ、6月29日にはアルンシュタットを去り、ミュールハウゼンに移り住んだ。その報酬はアルンシュタット時代とさほど変わらないが、いくぶんか条件は良かった。同じく1707年にバッハはマリア・バルバラと結婚し、10月7日にアルンシュタット近くの村ドルンハイムで、ローレンツ・シュタウバー牧師のもと、結婚式をとり行った。2人の間に生まれた7人の子供のうち、フリーデマンとエマヌエルは高名な音楽家になった。
ミュールハウゼン時代の作品として、『神はいにしえよりわが王なり』BWV71などの大規模なカンタータが挙げられる。

### ヴァイマル時代 (1708年-1717年)
1708年6月25日、バッハはミュールハウゼンの市参事会に辞表を提出した。理由は様々であるものの、1705年5月30日に発生したミュールハウゼンでの大火災の復興のために市の財政が圧迫され教会で演奏できる演目に制限が付いたこと

が考えられる。
ミュールハウゼンを去ったバッハは再びヴァイマルに移り、ザクセン＝ヴァイマル公国の領主ヴィルヘルム・エルンスト公の宮廷オルガニスト兼宮廷楽師となった。ミュールハウゼンでは年額85フローリンを得ていたが、ヴァイマルでは倍近い150フローリンを得ることとなった。
エルンスト公は厳しい宗教政策を推進し音楽の保護につとめ、宮廷楽団の質を向上させており、その一環として、ヴァイオリン奏者ヨハン・パウル・フォン・ヴェストホフを招聘したり、郊外のヴィルヘルム城にオペラ劇場を建設したりもしていた。多くのオルガン曲はこの時期の作品である。また、この時期にアントニオ・ヴィヴァルディの協奏曲様式を取り入れている。
しかしバッハはここでの待遇にもあまり満足しておらず、1712年に死去したオルガニスト、フリードリヒ・ヴィルヘルム・ツァハウの後任として1713年12月に募集されていたハレの聖母教会オルガニストに応募した。同年12月13日無事採用されたものの、ザクセン＝ヴァイマル公が大幅な昇給と昇進を提示して慰留したことで、ヴァイマルに留まることとなった。1714年3月には楽師長に昇進

、毎月1曲のカンタータの作曲及び上演が義務付けられた。この時期に書かれた作品に世俗カンタータ『楽しき狩こそ我が悦び！』BWV208 (通称『狩のカンタータ』)などがある。
最終的には1717年、アンハルト＝ケーテン侯国の宮廷楽長として招聘され、ヴァイマルを離れることとなった。この時ザクセン＝ヴァイマル公は辞職を承諾せず、このトラブルによってバッハは同年11月6日から約1ヶ月間投獄され、その後12月2日に釈放と共に解任された。問題となったのはバッハの契約問題で主家の許可なく他の契約をしたためといわれる。

### ケーテン時代 (1717年-1723年)
1717年、バッハはケーテンに移り、アンハルト＝ケーテン侯国の宮廷楽長となった。当時のアンハルト＝ケーテン侯国は音楽に理解のあるアンハルト＝ケーテン侯レオポルトの統治下にあり、バッハがもらった400ターラーという年俸も前任者シュトリッカーの倍額であった。こうした恵まれた環境の中で、数多くの世俗音楽の名作を作曲した。これにはアンハルト＝ケーテン侯国がカルヴァン派を信奉していたため、教会音楽を作る必要がなかったことも関係している。しかし、このような環境下でもレオポルトの誕生日12月10日と元旦1月1日の年2回は、教会カンタータが演奏されたとされている。
1718年5月9日、バッハはレオポルト候と5人の楽師とともに、チェンバロ持参のうえ、ボヘミアの保養地カールスバートに行っている。また1718年秋には、バッハはレオポルト侯の命により二段鍵盤のチェンバロをベルリンのチェンバロ製作者ミヒャエル・ミートケに注文し、それを引き取るために1719年3月にベルリンを訪れていることが分かっている。1719年5月、ハレに帰郷し家族とともに過していたヘンデルに、そこから4マイル離れたケーテンにいたバッハが会いに訪れたが、到着した日にはヘンデルが出発した後であったため会うことができなかった。1720年5月、領主レオポルト侯に随行し、再び訪れていたカールスバートへの2ヶ月間の旅行中に妻が急死する不幸に見舞われた。バッハが帰郷した時には、既に妻が7月7日に埋葬された後であった。
1720年9月12日、ハンブルクの聖ヤコビ教会のオルガニスト、ハインリヒ・フリーゼが死去し、バッハはその後任を決めるための11月28日に行われた試験演奏に応募していた。この聖ヤコビ教会のオルガンはアルプ・シュニットガー作の大オルガンで、4段鍵盤、60ストップもある楽器であった。しかし、彼は12月10日のレオポルト候の誕生日の準備のため、ハンブルクに滞在することができなかったため、それに先立ち聖カタリナ教会で2時間以上に及ぶオルガン演奏会を行った。バッハの演奏でも特に即興演奏は、当時聖カタリナ教会オルガニストだったラインケンや市参事会員、市の有力者たちを含む聴衆を驚かせた。バッハはこの時、コラール『バビロンの川のほとりにて』の主題に基づいて即興演奏を行い、聴衆を熱狂させた。そして、厳格なことで知られるラインケンは次のような賛辞を送っている。
このような評価も相まってバッハの採用が決定し、ケーテンにその旨が伝えられたが、12月12日の委員会にもバッハの回答は届かず、その後結局バッハはこの申し出を断ってしまう。申し出を断った直接の理由は分かっていないが、バッハの代わりにヨハン・ヨアヒム・ハイトマンという人物が4千マルクという多額の寄付をして教会の地位を得ている。
1721年、宮廷ソプラノ歌手のアンナ・マクダレーナ・ヴィルケと再婚した。同年12月3日にレオポルト候の許可を得て、バッハの自宅でバッハとの結婚式が行われた。アンナは、有能な音楽家で結婚後もケーテン宮廷につとめ、夫の半額の200ターラーにも及ぶ収入を得ていた。彼女は、夫の仕事を助け、作品の写譜などもしているだけでなく、バッハの作品とされていた曲のいくつかは彼女の作曲であることが確実視されている。有名な『アンナ・マクダレーナ・バッハのための音楽帳』は彼女のためにバッハが贈った楽譜帳で、『フランス組曲』の最初の5曲等を含む第1の曲集は1722年に、『パルティータ』等を含む第2の曲集は1725年に贈られている。特に、第2の曲集にはマグレダーナが自由に記入をしており、バッハの家庭で演奏されたと思われる曲が折々に書き込まれている。バッハは長男のフリーデマンのためにも1720年1月22日から『クラヴィーア小曲集』を書き始めており、ここには『平均律クラヴィーア曲集』の初期稿と、『インヴェンションとシンフォニア』の初期稿が見られる。。
アンナ・マクダレーナとの間に生まれた13人の子どものうち、多くは幼いうちに世を去っている。しかし末子クリスティアンは兄弟の中では音楽家として最も社会的に成功し、イングランド王妃専属の音楽家となった他、モーツァルトに大きな影響を与えた。彼らの他にも、バッハには成人した4人の息子がいるが、みな音楽家として活動した（下記）。バッハの再婚からわずか8日後の12月11日、レオポルト候も従妹のアンハルト＝ベルンブルク公女フリーデリカと結婚した。この妃はバッハから「音楽嫌い amusa」と呼ばれており、この結婚の影響もあってか1720年頃からレオポルトの音楽に対する出費は減少し、ケーテンの宮廷楽団の規模も縮小されるようになった。

### ライプツィヒ時代 (1723年-1750年)

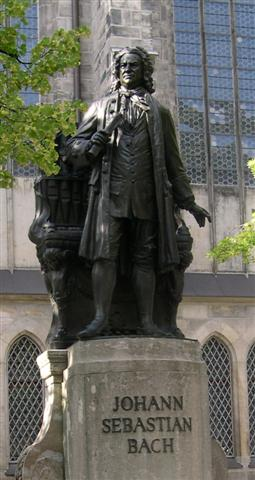
ライプツィヒ・聖トーマス教会前に立つバッハ像

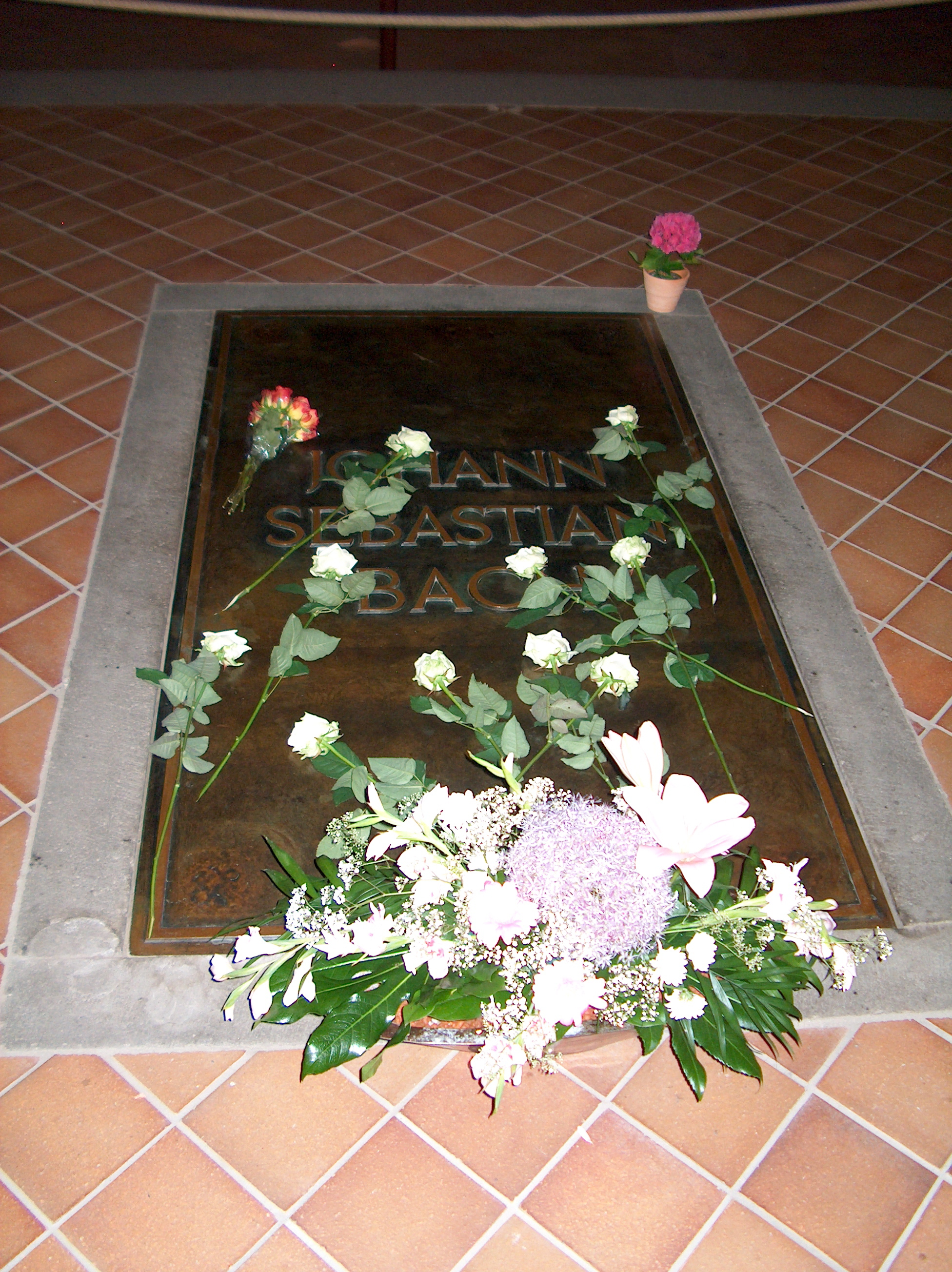
バッハの墓（ライプツィヒ・聖トーマス教会内部）

1723年、バッハはライプツィヒの聖トーマス教会のカントル「トーマスカントル」に就任する。
1722年6月5日に、トーマスカントル、ヨハン・クーナウが死去し、後任の募集が行われた。まず、候補として挙がった人物が、市民の人気を博し知名度も高かったテレマンだったが、彼はラテン語を教えることを拒み、かつハンブルクでの昇給が約束されたため、辞退した。バッハの名は同年12月21日に市参事会の議事録に登場するが、この時点で既に8人の名が挙げられていた。その次に、候補として挙がった人物が、ダルムシュタットの宮廷学長クリストフ・グラウプナーで、1723年1月17日に2曲のカンタータを上演し大成功を収めたが、その時の主君ヘッセン公が解雇を拒否し昇給をして彼を引き留めたため、同年3月23日に彼も辞退した。その次に、バッハとその他に、メンゼブルクの宮廷オルガニスト、ゲオルク・フリードリヒ・カウフマンと、ライプツィヒの新教会オルガニスト、ゲオルク・バルタザル・ショットの3人の候補が挙がるが、3人とも学科の授業に難色を示しており、4月9日の議事録には「最良の人が得られなければ、中くらいのものでも採用しなければならない」という意見も上がっている。市長ランゲは4月22日の正式な選抜会議にて、2月7日に行われたバッハのクラヴィーア演奏を称賛しているが、バッハが採用された最大の理由は教理問答とラテン文法の授業を担当することに同意した点だった。
こうして、5月5日正式の契約が結ばれ、15日には四半期分の給料が支払われた。バッハにライプツィヒ市の音楽監督にもなり、教会音楽を中心とした幅広い創作活動を続けた。ルター派の音楽家として活動していたが、王のカトリックへの宗旨変えに応じ、宮廷作曲家の職を求めカトリックのミサ曲も作曲した。
1729年1月にはハレ滞在中のヘンデルに長男フリーデマンを派遣。ヘンデルのライプツィヒ招待を申し出たが断られた。結局、バッハはヘンデルとの面会を強く望んでいたものの、ヘンデルとの面会は生涯実現することはなかった。当時のヨーロッパにおいては、ヘンデルはバッハよりもはるかに有名であり、バッハはヘンデルの名声を強く意識していたが、ヘンデルの方はバッハをあまり意識していなかったと言われる。ただし、ゲオルク・フィリップ・テレマンやヨハン・マッテゾン、クリストフ・グラウプナーなど、バッハとヘンデルの両名と交流のあった作曲家は何名か存在している。1735年の末には、自身と一族の53名の男子について番号付けで記した「音楽家系バッハ一族の起源」と題した年代記を残している。
1736年にはザクセンの宮廷作曲家に任命された。1747年にはエマヌエルが仕えていたベルリンのフリードリヒ大王の宮廷を、長男のヴィルヘルム・フリーデマンを随伴させて訪問、これは『音楽の捧げもの』が生まれるきっかけになった。
しかし1749年5月末、バッハは脳卒中で倒れた。聖トーマス教会の楽長という高い地位を妬む者たちが働きかけ、市参事会は後任にゴットロープ・ハラーを任命した。さらに、以前より患っていた内障眼が悪化し視力もほとんど失っていた。しかしバッハは健康を回復したため、ハラーの仕事はお預けとなった。
翌1750年3月、イギリスの高名な眼科医ジョン・テイラーがドイツ旅行の最中ライプツィヒを訪れた。バッハは3月末と4月半ばに2度にわたって手術を受けた。手術後、テイラーは新聞記者を集めて「手術は成功し、バッハの視力は完全に回復した」と述べた。しかし実際には、手術は失敗していた。テイラー帰国後にバッハを診察したライプツィヒ大学医学部教授によると、視力の回復どころか炎症など後遺症が起こり、これを抑えるための投薬などが必要になったという。
2度の手術に後遺症、薬品投与などの治療はすでに高齢なバッハの体力を奪い、その後は病床に伏し、7月28日午後8時40分に65歳でこの世を去った。なお、後年にヘンデルも同医師による眼疾患の手術を受けたが失敗に終わっている。

## 家族
バッハは生涯に2度結婚し、十一男九女の20人の子供をもうけたが、10人は夭逝し、成長したのは男子六人と女子四人の10人に過ぎなかった。
最初の結婚は1707年にヴァイマルでマリア・バルバラと結婚したもので、1720年にマリア・バルバラが死去するまでの間にカタリーナ・ドロテーア、ヴィルヘルム・フリーデマン、マリーア・ゾフィア、ヨハン・クリストフ、カール・フィリップ・エマヌエル、ヨハン・ゴットフリート・ベルンハルト、レオポルト・アウグストゥスの五男二女をもうけた。このうちマリーア・ゾフィア、ヨハン・クリストフ、レオポルト・アウグストゥスの3人は夭逝したものの、長男のヴィルヘルム・フリーデマン (Wilhelm Friedemann、1710 - 1784、通称「ハレのバッハ」）と次男のカール・フィリップ・エマヌエル (Carl Philipp Emanuel または C.P.E.、1714 - 1788、通称「ベルリンのバッハ」、「ハンブルクのバッハ」) は音楽家として大成した。
1720年にマリア・バルバラが死去すると、同年ケーテンでアンナ・マクダレーナ・ヴィルケと結婚した。アンナ・マクダレーナとの間にはクリスティーナ・ゾフィア・ヘンリエッタ、ゴットフリート・ハインリヒ (Gottfried Heinrich、1724 - 1763) 、クリスティアン・ゴットリープ、エリザベト・ユリアーナ・フレデリカ、エルネストゥス・アンドレアス、レジーナ・ヨハンナ、クリスティーナ・ベネディクタ・ルイーザ、クリスティーナ・ドロテーア、ヨハン・クリストフ・フリードリヒ、ヨハン・アウグスト・アブラハム、ヨハン・クリスティアン、ヨハンナ・カロリーナ、レジーナ・スザンナの六男七女をもうけた。このうちクリスティーナ・ゾフィア・ヘンリエッタ、クリスティアン・ゴットリープ、エルネストゥス・アンドレアス、レジーナ・ヨハンナ、クリスティーナ・ベネディクタ・ルイーザ、クリスティーナ・ドロテーア、ヨハン・アウグスト・アブラハムの7人は夭逝したが、ヨハン・クリストフ・フリードリヒ (Johann Christoph Friedrich、1732 - 1795、通称「ビュッケンブルクのバッハ」）と、ヨハン・クリスティアン (Johann Christian、1735 - 1782、通称「ロンドンのバッハ」) は音楽家として大成した。
また、架空の息子(?)も存在する。
- P. D. Q. バッハ (P. D. Q.、1807 - 1742<?>) 20世紀にアメリカの作曲家ピーター・シックリーがバッハの21番目の息子として捏造し、冗談音楽の作品を発表した。

## 作品
ヨハン・ゼバスティアン・バッハは、幅広いジャンルにわたって作曲を行い、オペラ以外のあらゆる曲種を手がけた。その様式は、通奏低音による和声の充填を基礎とした対位法的音楽という、バロック音楽に共通して見られるものであるが、特に対位法的要素を重んじる傾向は強く、当時までに存在した音楽語法を集大成し、さらにそれを極限まで洗練進化させたものである。したがって、バロック時代以前に主流であった対位法的なポリフォニー音楽と古典派時代以降主流となった和声的なホモフォニー音楽という2つの音楽スタイルにまたがり、結果的には音楽史上の大きな分水嶺のような存在となっている。
バッハはドイツを離れたことこそなかったが、勉強熱心であらゆる伝統の幅広い音楽を吸収した。フランドル楽派の声楽ポリフォニー、ジョヴァンニ・ガブリエリからヴィヴァルディに至るまでのヴェネツィア風の協奏曲様式、バロック音楽の基本である通奏低音と独唱によるモノディーの原理、フランス風序曲やイタリア協奏曲等の各国の諸形式、組曲や変奏曲といった様々な様式を自身の音楽に反映した。更には、オルガニストのブクステフーデやラインケン、ヴァイオリン奏者のピゼンデル、フルート奏者のビュファルダン、リュート奏者のヴァイスといった同世代の音楽家たちからの影響を受けて、バッハの楽曲は誕生した。
とりわけ、古典派のソナタにも比すべき論理性と音楽性を持つフーガの巨匠として名高い。
現代においてもなお新鮮さを失うことなく、ポップスやジャズに至るまで、あらゆる分野の音楽に応用され、多くの人々に刺激を与え続けている。
ヨハン・ゼバスティアン・バッハの作品はシュミーダー番号（BWV、「バッハ作品目録」 Bach Werke Verzeichnis の略）によって整理されている。「バッハ作品目録」は、1950年にヴォルフガング・シュミーダーによって編纂され、バッハの全ての作品が分野別に配列されている。また、1951年からドイツのヨハン・ゼバスティアン・バッハ研究所（ゲッティンゲン）で「新バッハ全集」の編纂が開始され、1953年にバッハアルヒーフ（ライプツィヒ）もこの編纂に参加するが、10年で終わると予想されていた編纂作業はドイツの東西分断などの事情で難航し、「新バッハ全集」103巻が完成したのは2007年のことであった。「新バッハ全集」には1100の作品が収められている。現在も作品の整理が継続中である。

### 管弦楽・協奏曲
器楽だけによる合奏曲では、ブランデンブルク協奏曲、管弦楽組曲、複数のヴァイオリン協奏曲、チェンバロ協奏曲などがある。特にブランデンブルク協奏曲や管弦楽組曲には、G線上のアリアのもととなる楽章など、広く親しまれている作品が多い。
なお、4台のチェンバロのための協奏曲BWV1065は、アントニオ・ヴィヴァルディの協奏曲（協奏曲集『調和の霊感』Op.3の10、4つのヴァイオリンとチェロのための協奏曲」の編曲である。

### 室内楽曲
室内楽曲作品はそれまで伴奏として扱われてきたチェンバロの右手パートを作曲することによって、旋律楽器と同等、もしくはそれを上回る重要性を与え、古典派の二重奏ソナタへの道を開いたヴァイオリンとチェンバロのためのソナタ、フルートとチェンバロのためのソナタ、ヴィオラ・ダ・ガンバとチェンバロのためのソナタなどが作曲された。なお、バッハの場合の「ソナタ」とはいわゆるバロック・ソナタ（大部分が緩・急・緩・急の4楽章からなる教会ソナタのスタイルをとる）であり、古典派以後の「ソナタ」より簡潔な形である。

### 器楽曲

#### オルガン曲
バッハの器楽曲の中でもオルガン曲は歴史的に重要である。生前のバッハはオルガンの名手として著名で、その構造にも精通していた。また、聴覚に優れ、教会堂やホールの音響効果を精緻に判別できた。
そのため、各地でオルガンが新造されたり改造された際にはたびたび楽器の鑑定に招かれ、的確なアドバイスと併せて即興演奏をはじめとした名技を披露し、聴衆に圧倒的な印象を与えたと伝えられている。『故人略伝』が伝える有名な逸話として、1717年、ドレスデンにおいてフランスの神童と謳われたルイ・マルシャンと対戦することになった際、マルシャンはバッハの余りに卓越した演奏に恐れをなして対戦当日に逃げ出し、バッハの不戦勝となったという。
バッハのオルガン作品は、コラールに基づいた「コラール編曲」と、コラールに基づかない「自由作品」（前奏曲、トッカータやフーガなど）の2つに分類される。現存する主要作品は、30曲余りの自由作品と、コラール前奏曲の4つの集成（オルガン小曲集を含む）、いくつかのコラール変奏曲である。

#### クラヴィーア曲
バッハの時代には、ピアノはまだ普及するに至っておらず、バッハのクラヴィーア（オルガン以外の鍵盤楽器の総称）作品は、概ねチェンバロやクラヴィコードのために書かれたものとされている。その多くはケーテンの宮廷楽長時代に何らかの起源を持ち、息子や弟子の教育に対する配慮も窺えるものとなっている。
- 平均律クラヴィーア曲集 (Das wohltemperierte Klavier 独)（全2巻、第1巻 BWV846‐BWV869、第2巻 BWV870‐BWV893） - 長短24調による48の前奏曲とフーガ。ベートーヴェンのソナタがピアノの新約聖書と称されるが、このバッハの平均律クラヴィーア曲集はピアノの旧約聖書と称される。音楽史上最も重要な作品群のひとつである。
- クラヴィーア練習曲集（全4巻、第1巻「パルティータ」BWV825‐BWV830、第2巻「フランス風序曲」BWV831及び「イタリア協奏曲」BWV971、第3巻「前奏曲とフーガ変ホ長調」BWV552、コラール編曲BWV669‐689及び「デュエット」BWV802‐805、第4巻「ゴルトベルク変奏曲」BWV988） - バッハが生前に出版した鍵盤作品集。第1巻、第2巻および第4巻は手鍵盤のための作品であるが、第3巻には足鍵盤つきのオルガン曲が多く含まれている。

#### その他器楽曲
旋律楽器のための無伴奏作品集には無伴奏ヴァイオリンのためのソナタとパルティータ、無伴奏チェロ組曲の2つがある（この他、無伴奏フルートのためのパルティータが1曲ある）。これらは、それぞれの楽器の能力の限界に迫って多声的に書かれた作品群であり、それぞれの楽器の演奏者にとっては聖典的な存在となっている。特に、無伴奏ヴァイオリンのためのパルティータ第2番の終曲にあたる「シャコンヌ」は人気の高い作品で、オーケストラ用やピアノ用など、19世紀以降様々な編曲が行われている。
また、バッハは当時廃れつつあったリュートにも強い関心を示し、複数の楽曲（BWV 995-1000、1006a）を残した。ただし、近年の研究では、BWV 996などいくつかの作品は、ガット弦を張った鍵盤楽器ラウテンヴェルクのために書かれたと推定されている。これらの作品は、今日、20世紀に復活したバロックリュートで弾かれるほか、クラシックギター向けの編曲作品も広く演奏されている。

### 声楽曲
バッハはその音楽的経歴の大部分を教会音楽家として送り、宗教的声楽曲はバッハの作品群の中でも重要な位置を占める。特に、ライプツィヒ時代の初期数年間においては、毎日曜日の礼拝に合わせて年間50～60曲ほど必要となるカンタータをほぼ毎週作曲、上演するという、驚異的な活動を行った。
ちなみにバッハは、宗教曲の清書自筆譜の冒頭に「JJ」（羅：Jesu juva!＝イエスよ、助けたまえ）と書き、最後に「SDG」(羅：Soli Deo Gloria!＝ただ神のみに栄光を）と書き込むことを常としていた。
今日残されているのは、ドイツ語による約200曲の教会カンタータ（本来は5年分：約250曲で約50曲がすでに紛失）、2つの受難曲（3番目のマルコ受難曲のレチタティーヴォが紛失）と3つのオラトリオ、6曲のモテット、ラテン語によるマニフィカト1曲、小ミサ曲（ルーテルミサ）4曲と大ミサ曲1曲が主要なものである（ドイツ語作品では、ルター派の伝統に立脚したコラールが音楽的な基礎となっていることが多い）。
また、それとは別に、宗教的な題材によらない約20曲の世俗カンタータもある。目的は様々で、領主への表敬、結婚式や誕生日祝い、さらにコーヒー店での演奏会用の作品と見られるもの（『コーヒー・カンタータ』、BWV.211）もある。その中にはしばしばユーモアが滲み出ており、バッハの人間性にじかに触れるかのような楽しさが感じられる。なお、テクストを取り替えること（パロディと呼ばれる）によって宗教的作品に転用されたものも存在する。
マタイ受難曲 (Matthäuspassion) BWV244
古今の宗教音楽の最高峰のひとつとされ、2部全68曲（曲数は新バッハ全集 (NBA) の数え方による）からなる。1727年にライプツィヒにて初演された。後世、メンデルスゾーンによって取り上げられ、バッハを一般に再認識させるきっかけとなったと言われている。
ミサ曲 ロ短調 (MESSE in h-moll) BWV232
ミサ曲ロ短調は「バッハ合唱曲の最高傑作」と称されている。最初の2つの部分、キリエ(Kyrie )およびグローリア(Gloria ) は1733年に、サンクトゥス (Sanctus ) が1724年に書かれ、残り大半は1747年から49年にかけて既存作品を利用しつつ作曲された。最近の研究では、バッハが最後に完成させた曲とされる。
マニフィカト BWV243
ミサ曲ロ短調と同様、ラテン語の歌詞によっており、ニ長調を主調とする作品である。

### 特殊作品
バッハが特に晩年になってから手がけた様々な対位法的作品群が、一般に特殊作品として分類されている。音楽の捧げものBWV1079やフーガの技法BWV1080に代表される。この2つの作品は、いずれも1つの主題に基づいて作られており、フーガあるいはカノンの様々な様式が用いられている。
このほか特殊作品として、いくつかの単独のカノンや14のカノンBWV1087がある。カノン風変奏曲「高き御空より」BWV769もここに含まれるべきであるが、楽器指定が明確であるためオルガン曲として分類されている。

## 評価
生前のバッハは作曲家というよりもオルガンの演奏家・専門家として、また国際的に活躍したその息子たちの父親として知られる存在にすぎず、その曲は次世代の古典派からは古臭いものと見なされたこともあり、死後は急速に忘れ去られていった。1700年代後半に、通常「バッハ」といえば、カール・フィリップ・エマヌエル・バッハか、ヨハン・クリスティアン・バッハを指した。バッハの生前には2曲のカンタータと一部の鍵盤楽曲のみが出版されたに過ぎず、没後30年間でも12点しか印刷されなかった。それでも鍵盤楽器の曲を中心に息子たちやモーツァルト、ベートーヴェン、メンデルスゾーン、ショパン、シューマン、リストなどといった音楽家たちによって細々と、しかし着実に受け継がれ、1829年のメンデルスゾーンによるマタイ受難曲のベルリン公演をきっかけに一般にも高く再評価されるようになった。それでも場所によっては、例えば1860年3月31日にボストンでユリウス・アイヒベルクが行ったヴァイオリン協奏曲第1番のアメリカ初演に関して、当時の批評家の一人の論評として「重くて感動に欠け、古いこと以外価値のない曲を、アイヒベルクのような大家が演奏したことは残念」と評価しない雰囲気もあった。
ベートーヴェンはバッハのことを「小川でなく大海だ」と評しており、これは「Bach」というドイツ語が小川を意味することからきた駄洒落だが、バッハの芸術の偉大さをも表しているともされる。ただ、西欧音楽史家の大崎滋生によれば、このベートーヴェンのバッハ評は1824年か1825年の7月ごろにオルガニストのカール・ゴットリープ・フロイデンベルクがベートーヴェンの元を訪れた際の発言とし、フロイデンベルクの回想録およびセイヤー＝ダイダース＝リーマン伝記の223番および224番にこのことが触れられているが、ベートーヴェンは実際には「小川でなく大海と呼ばれるべきだ。バッハはオルガニストの理想です」と語ったとしており、大崎は「オルガニストとしての観点」で当該発言を語るべきとしている。また、この発言はベートーヴェンの会話帖自体には記載されておらず、大崎はフロイデンベルクがベートーヴェンに手帳を差し出して会話をした可能性を示唆している。もっともベートーヴェンはこの発言に依らずとも、事あるごとに作曲家としてのバッハを称賛しており、1801年1月15日ごろの出版社のホフマイスター社宛の書簡で「音楽の父の高尚で偉大な芸術に私の心は高鳴る」と記し、1819年7月29日付のルドルフ・ヨハネス・フォン・エスターライヒ (ルドルフ大公)宛の書簡でも、ヘンデルとともに理想面と現実面の両方において芸術価値を発揮できたドイツ人作曲家として取り上げている。
また、19世紀の指揮者、ハンス・フォン・ビューロは、「バッハの平均律クラヴィーア曲集は音楽の旧約聖書」と評した。平均律クラヴィーア曲集に関してはベートーヴェンも、師のクリスティアン・ゴットロープ・ネーフェを介して少年期にテキストとして利用していた。

## その他
バッハのチェンバロ作品全集を世界で最初に完成させたのはモダンピアノとムーア二段ピアノによるグンナー・ヨハンセン、その次にモダンピアノによるジョアン・カルロス・マルティンスとモダンピアノによるイヴォ・ヤンセンが達成している。モダンチェンバロではマルティン・ガリングただ1人が達成、ヒストリカルチェンバロで達成したものは誰もいない。グレン・グールドとスコット・ロスは完成を目指したが及ばなかった。
それに対しオルガン作品全集を達成した人物は数十人に及ぶ。ただし、歴史的オルガンで新発見の補遺を含む最も完全な集成を達成した人物は、ゲルハルト・ヴァインベルガーのみである。

## 映画 (バッハを扱った作品)
- 映画 アンナ・マクダレーナ・バッハの年代記 、ダニエル・ユイレ、ジャン＝マリー・ストロープ監督、1967年（アンナ・マクダレーナ・バッハの項目を参照）。